# Partitura
Partitura  (tal. partitura „dioba“) je okomito uređen zapis svih pojedinih dijelova sastava ili aranžmana tako da dirigent može jednim pogledom vidjeti sva glazbena događanja. Partiture služe i za reprodukciju glazbe. Zapis je instrumentalne, vokalne i instrumentalne glazbe, a prikazuje način i redoslijed glasova.

## Vanjske poveznice
- Project Gutenberg – Kategorijs Partiture, Project Gutenberg
- IMSLP – International Music Score Library Project
- Icking-Music-Archive - Werner Icking Music Archive
- Süddeutsche Kirchenmusik des 19. Jahrhunderts  Arhivirana inačica izvorne stranice od 29. lipnja 2022. (Wayback Machine)
- Archiv der Kreuznacher-Diakonie-Kantorei  Arhivirana inačica izvorne stranice od 11. ožujka 2008. (Wayback Machine)
- Mutopia Project Mutopia-Projekt
- RowyNet Partiture za solo.